# My Universe
〈My Universe〉(한국어: 마이 유니버스)는 영국의 록 밴드 콜드플레이와 대한민국의 보이 그룹 방탄소년단이 부른 영어와 한국어 노래이다. 이 곡은 팔로폰과 애틀랜틱 레코드를 통해 전 그룹의 아홉 번째 정규 음반인 《Music of the Spheres》의 두 번째 공식 싱글로 2021년 9월 24일에 발매되었다. 이 곡은 빌보드 핫 100에서 1위로 데뷔했고, 2008년 〈Viva la Vida〉에 이어 콜드플레이의 두 번째 미국 차트 1위를 차지했다. 이 싱글은 또한 두 그룹이 공동 1위를 차지한 첫 번째 곡이자 미국 역사상 1위로 데뷔한 영국 그룹의 첫 번째 곡이다.
이 곡은 영국 싱글 차트에서 3위로 초연되었고, 2021년까지 가장 큰 다운로드 주수를 차지했고, 헝가리, 말레이시아, 싱가포르, 호주, 벨기에, 캐나다, 인도, 아일랜드, 대한민국에서 1위, 독일, 노르웨이, 뉴질랜드를 포함한 12개국 중 상위 20위까지 올랐다.

## 배경
이 곡의 제목은 2021년 7월, 방탄소년단이 피처링한 곡에 대한 어떠한 언급도 없이 《Music of the Spheres》의 트랙 리스트의 일부로 처음 발표되었다. 이 곡의 일부분은 〈Overtura〉라는 제목의 트레일러에 수록되었고, 또한 이 대한민국 그룹이 관련된 어떠한 증거도 생략했다. 2021년 9월 13일, 이 곡은 콜드플레이와 방탄소년단의 공동작업으로 밝혀졌다. 이 싱글곡은 콜드플레이의 에이리언 라디오 FM 소셜 미디어 계정에 코드화된 메시지를 통해 발표되었다. 2021년 7월 초 〈Permission to Dance〉 뮤직 비디오가 공개된 후, 이 그룹들은 유튜브 시리즈 《릴리스》 에피소드에서 처음 공동 작업을 했고, 그 동안 콜드플레이의 프론트맨 크리스 마틴과 "#PermissionToDance Challenge"에 영감을 준 것에 대해 토론에 참여했다. 하지만, 방탄소년단이 《MTV 언플러그드》에서 그들의 2005년 히트곡 〈Fix You〉를 커버한 이후, 두 그룹 사이의 협력에 대한 추측은 이미 2021년 2월에 나돌기 시작했다. 9월 26일, 이 곡의 내부를 만드는 다큐멘터리가 슈퍼노바 7 리믹스와 어쿠스틱 버전과 함께 공개되었다. 세 번째 리믹스는 방탄소년단의 슈가에 의해 10월 18일에 발표되었다.

## 뮤직 비디오
영어와 한국어로 된 두 밴드의 손으로 쓴 가사를 담은 공간을 테마로 한 리릭 비디오가 2021년 9월 24일 이 노래와 함께 발매되었다. 기악용 추가 시각화 도구와 트랙의 세 가지 리믹스 버전이 다음 날 게시되었다.
데이브 마이어스가 감독한 뮤직 비디오는 2021년 9월 30일에 발표되었다. "사일렌서"에 의해 음악이 금지된 스피어스 행성계를 배경으로 한 이 비디오는 콜드플레이, 방탄소년단, 그리고 가상의 외계 밴드 슈퍼노바 7이 〈My Universe〉를 함께 공연하는 것을 묘사한다. 서로 다른 행성에 있지만 외계인 DJ 라프리크가 조종하는 "HOLOBAND" 기술을 통해 홀로그램으로 뭉쳐진 이들 그룹은 사일렌서에게 쫓기면서 전파선을 타고 시스템 전체에 자신들의 공연을 중계한다.
콜드플레이는 2021년 7월 스페인 바르셀로나 루비에 있는 텅 비고 버려진 시립 수영장에서 이 비디오를 촬영했다. 방탄소년단은 바르셀로나 촬영이 있은 지 2주 만에 대한민국 서울의 한 스튜디오에서 그린 스크린 무대에서 촬영되었다. 크로마키 편집 기법으로 편집되었다 그린 스크린은 그룹의 홀로그램 버전과 같은 시각 효과를 만들고 두 그룹의 장면을 통합하는데 유용했다.

## 곡 목록
| #  | 제목                    | 재생 시간 |
| -- | ----------------------- | --------- |
| 1. | 〈My Universe〉         | 3:50      |
| 2. | 〈My Universe (Inst.)〉 | 3:49      |

## 참여 인원
유튜브에서 각색한 크레딧
콜드플레이
- 가이 베리먼 – 베이스, 키보드
- 조니 버클랜드 – 기타, 키보드
- 윌 챔피언 – 드럼, 퍼커션, 백 보컬
- 크리스 마틴 – 보컬, 키보드, 어쿠스틱 기타

방탄소년단
- RM - 보컬
- 진 – 보컬
- 슈가 – 보컬
- 제이홉 – 보컬
- 지민 – 보컬
- 뷔 – 보컬
- 정국 – 보컬

## 인증
| 국가                               | 인증 | 판매량/출하량 |
| ---------------------------------- | ---- | ------------- |
| 캐나다 (뮤직 캐나다)               | 골드 | 40,000        |
| 판매량+스트리밍을 기반으로 한 인증 |      |               |

## 같이 보기
- 2021년 빌보드 핫 100 차트 1위 목록